# 丘

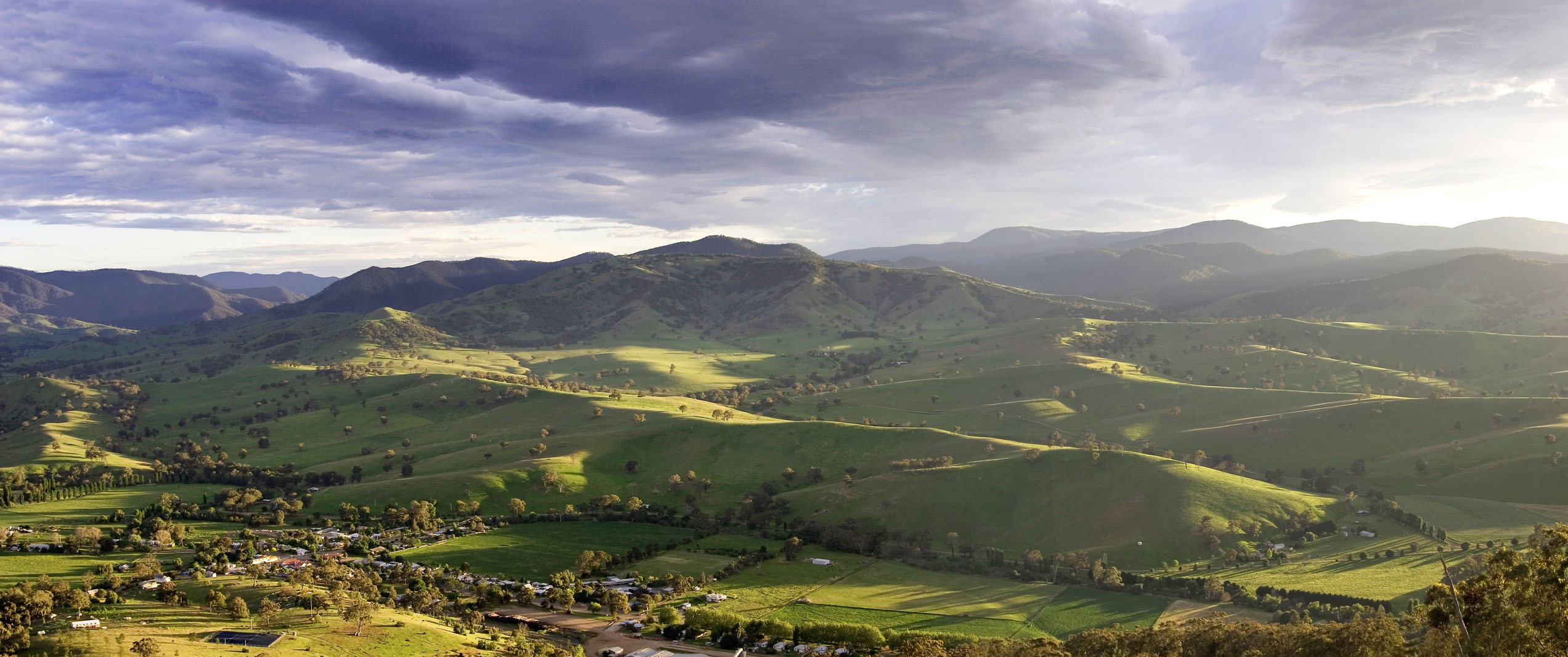
澳大利亚維多利亞州的Swifts Creek

丘或山丘、小山，是一個比周圍突出，且較一般山峰低矮的地形。其定義根據地區而有不同，在命名上也沒有明確的區隔。形成方式包括自然風化或火山噴發，也有一些是人工堆砌造成。一個由許多丘串聯而成且起伏不定的區域，則稱為丘陵地或丘陵。